# Černý Orel
Černý Orel je přírodní památka v katastrálních územích Káraný (okres Praha-východ), Otradovice a Sojovice na pomezí okresů Mladá Boleslav a Praha-východ. Hlavním důvodem ochrany je zachování původního biotopu listnatých lesů (dubohabřin) a zachování druhu motýla modráska bahenního a jeho biotopu (nivní louka s krvavcem totenem).
PP Černý orel byla poprvé vyhlášena v roce 1933 Ministerstvem školství a národní osvěty. Nově vyhlášena Nařízením Středočeského kraje ze dne 15. dubna 2013. Správa AOPK Praha.

## Lokalita
Přírodní památka se nalézá ve Středočeském kraji, na pomezí okresů Praha-východ a Mladá Boleslav, katastrální území Otradovice. Kromě Otradovic zasahuje území i obce Káraný, Skorkov a Sojovice. Lokalita se nalézá přibližně 1 km od okraje Staré Boleslavi, její celková rozloha je 226,7 ha a rozloha samotného jádra, které je v ochranném pásmu zvláště chráněného území je 9,259 ha. Nachází v nadmořské výšce od 172 do 188 metrů.

## Historie
„Lesův na panství brandejském dubových, borových pěkného zrostu, též jinšího všelijakého dříví nemálo, kterýžto se na dýl a šíř za dobrou a velikou mílí táhnou, a v nichž zvěř své stanoviště na mnohých místech má.“ (z brandýského urbáře z roku 1651)
Na tomto území se již v dávné minulosti nacházely lesy – Bory, které bývaly svého času lesy královskými. První zmínky o tomto porostu byly už v roce 1783.
Roku 1926 začala úřední ochrana a od 31. 12. 1933 je oficiální přírodní rezervací. Nově vyhlášena Nařízením Středočeského kraje č. 4/2013 ze dne 15. dubna 2013. Správa AOPK Praha.

## Přírodní poměry

### Geologie
Podloží, na kterém se Černý Orel nachází, je složeno spodnoturonskými slínitými prachovci a pískovci České křídové pánve. Křídové horniny jsou tu ale jen vzácně. Většina plochy je složena ze štěrkopísků. Pod Sojovicemi, kde se rozšiřuje říční niva Jizery, se usadily holocenní nivní hlíny a ojediněle se v meandrech vyskytují slatiny. Místní rovinatý terén, jehož podklad je tvořen svrchnokřídovou horninou překrytou mladopleistocenními štěrkopískovými terasami. Půda je zde písčitá až štěrkovitá. Díky nivním sedimentům zde hojně vznikly i nivní půdy. Za to na terasových štěrkopíscích najdeme chudé arenické kambizemě.
Území se nachází na pomezí dvou geomorfologických jednotek a to Středolabské a  Dolnojizerské tabule.

### Klima
Oblast se nachází v klimatické oblasti T2, pro kterou je typické dlouhé a suché léto. Přechodné období je naopak velmi krátké s teplým jarem i podzimem. Zima je pro tuto oblast krátká, mírně teplá a suchá, s krátkým trváním sněhu.

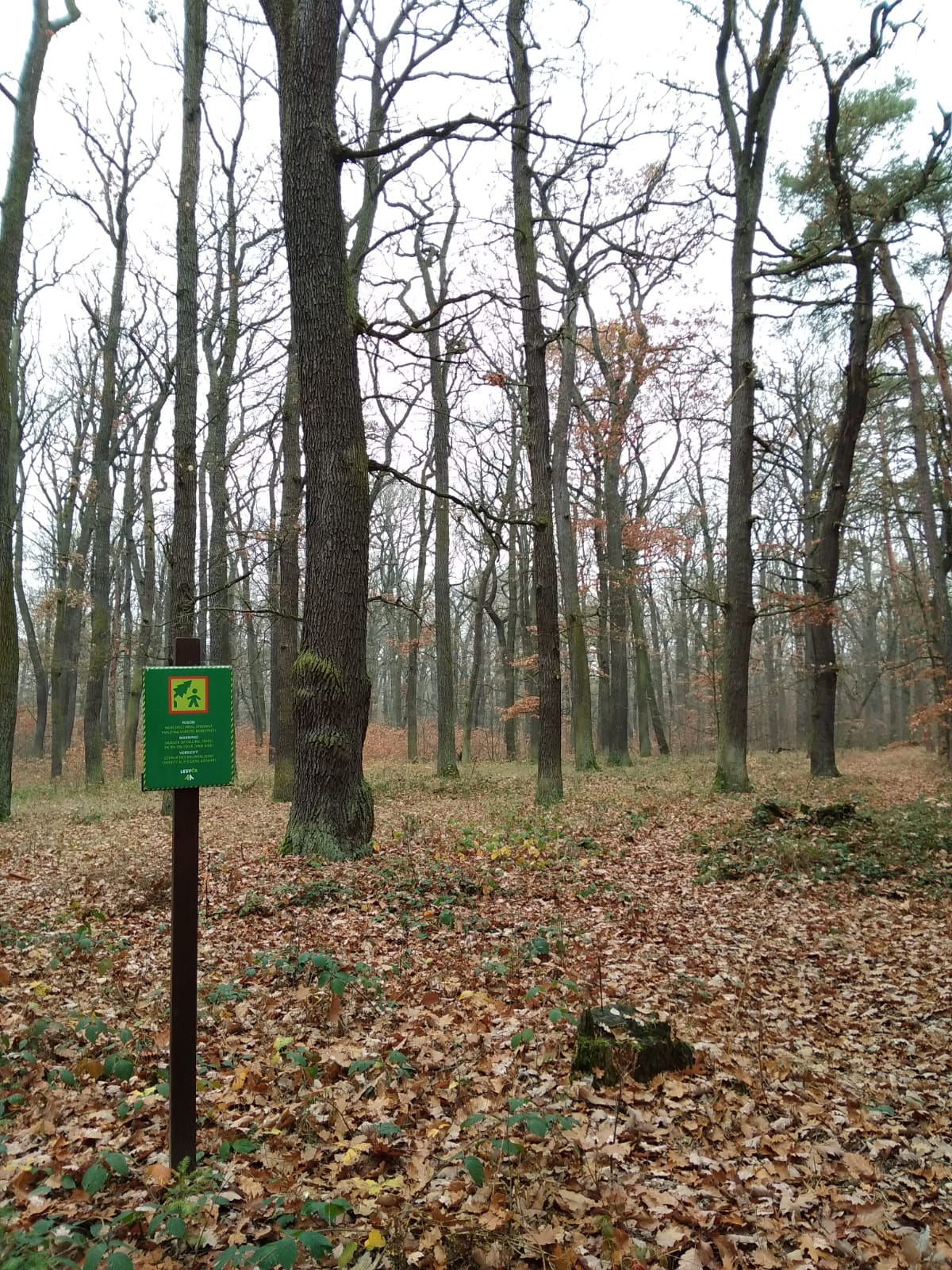
Lesní porost PP Černý Orel v podzimu

### Vegetace
Převládajícím lesním biotopem, který se rozprostírá na terasových sedimentech, jsou hercynské dubohabřiny.
Lesní porosty jsou zde tvořeny především dřevinami jako je dub zimní (Quercus petraea), dub letní (Quercus robur), habr obecný (Carpinus betulus) a lípa srdčitá (Tilia cordata). Dále zde najdeme dřeviny, které rostou jen v určitých místech, podle toho, jaké mají podmínky stanoviště a těmi je bříza bradavičnatá (Betula pendula), javor babyka (Acer campestre), javor mléč (Acer platanoides), javor klen (Acer pseudoplatanus) a jeřáb břek (Sorbus torminalis). Kromě toho je tu výskyt introdukovaných dřevin a to v hlavním zastoupení borovice lesní (Pinus sylvestris), smrk ztepilý (Picea abies), invazní trnovník akát (Robinia pseudacacia).
Bylinné patro není příliš rozmanité, ale je zde výskyt například konvalinky vonné (Convallaria majalis). Na tomto území, které není botanicky moc významné, se ze zvláště chráněných či ohrožených druhů vyskytuje žluťucha lesklá (Thalictrum lucidum), kamejka modronachová (Lithospermum purpurocaerukeum) a okrotice bílá (Cephalanthera damasonium).
Říční niva Jizery je lemována lučními společenstvy. Typické traviny, které se zde vyskytují, jsou lipnice hajní (poa nemoralis), ovsík vyvýšený (Arrhenatherum elatius), srha laločnatá (Dactylis glomerata), kostřava luční (Festuca pratensis) či tomka vonná (Anthoxantum odoratum) mezi kterými se nachází i rostliny dvouděložné: řebříčky, pampelišky, jitrocele, chrpy, kakost luční (Geranium pratense), jetel luční (Trifolium pratense), zvonek rozkladitý (Camanula patula), kopretina bílá (Leucanthemum vulgare).

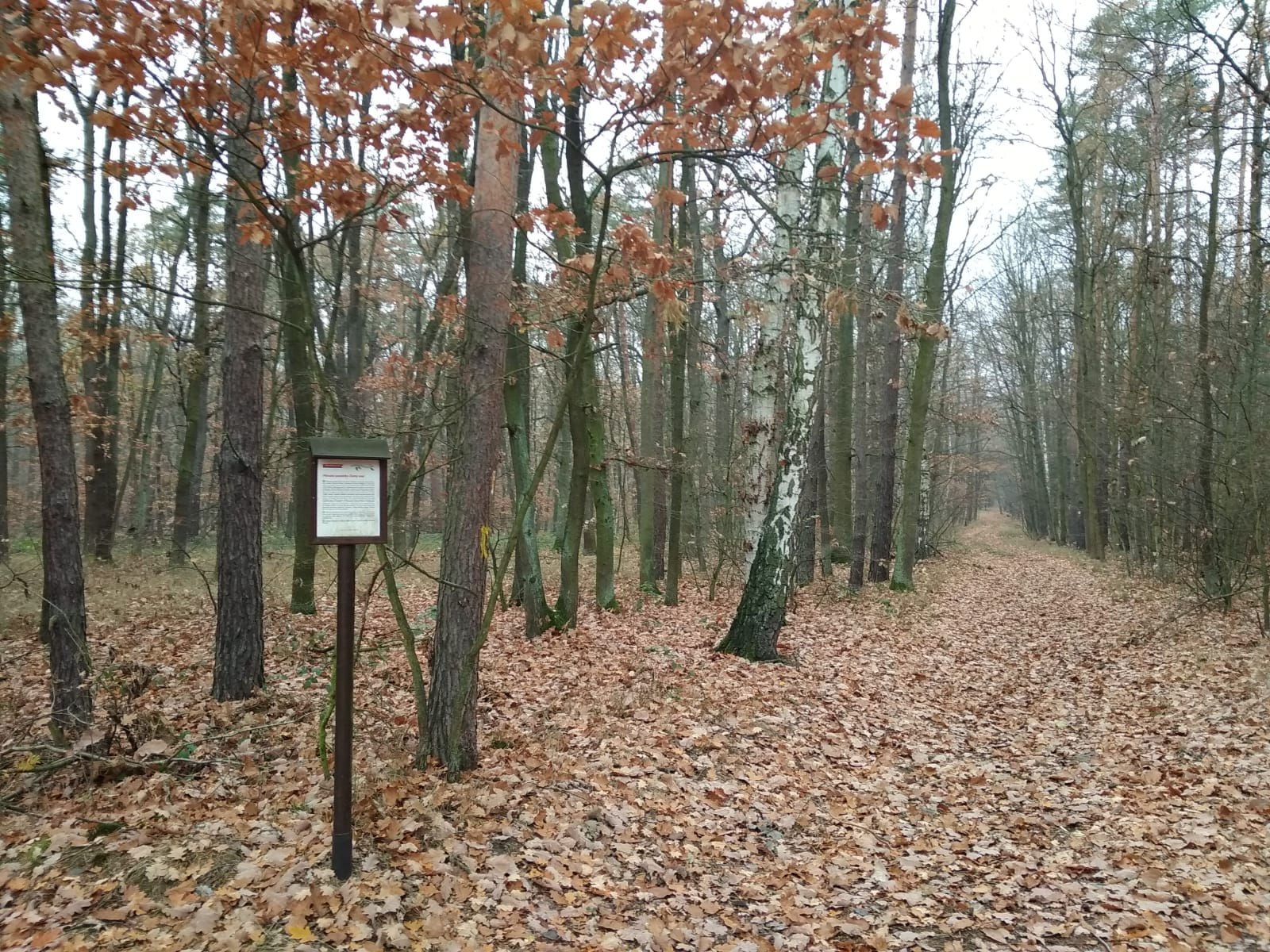
Dubohabřiny

### Fauna
V lesní části PP Černý Orel můžeme narazit na takové klasické zástupce jako je srnec obecný (Capreolus capreolus), prase divoké (Sus scrofa), liška obecná (Vulpes vulpes) či zajíc polní (Lepus europaeus).
Je zde poměrně hojná avifauna, mezi kterou byl zaznamenán ledňáček říční (Alcedo athis), jestřáb lesní (Accipiter gentilis), čáp bílý (Ciconia alba), krutihlav obecný (Jynx totquila), skřivan lesní (Lullula arborea), ťuhýk obecný (Lanius collurio), vlha pestrá (Merops apiaster).
Pro tuto lokalitu je významný výskyt modrásků (Maculinea teleius a M. nausithous) a páchlíka hnědého (Osmoderma eremita). Ve starých dubových porostech se vyskytuje roháč obecný (Lucanus cervus).
Dále pak narazíme u Jizery na výskyt vážky (Gomphus vulgatissimus) či (Ophiogompus cecilia) a na mrtvých ramenech Jizery můžeme předpokládat výskyt řady druhů obojživelníků, jako jsou žáby a čolci.

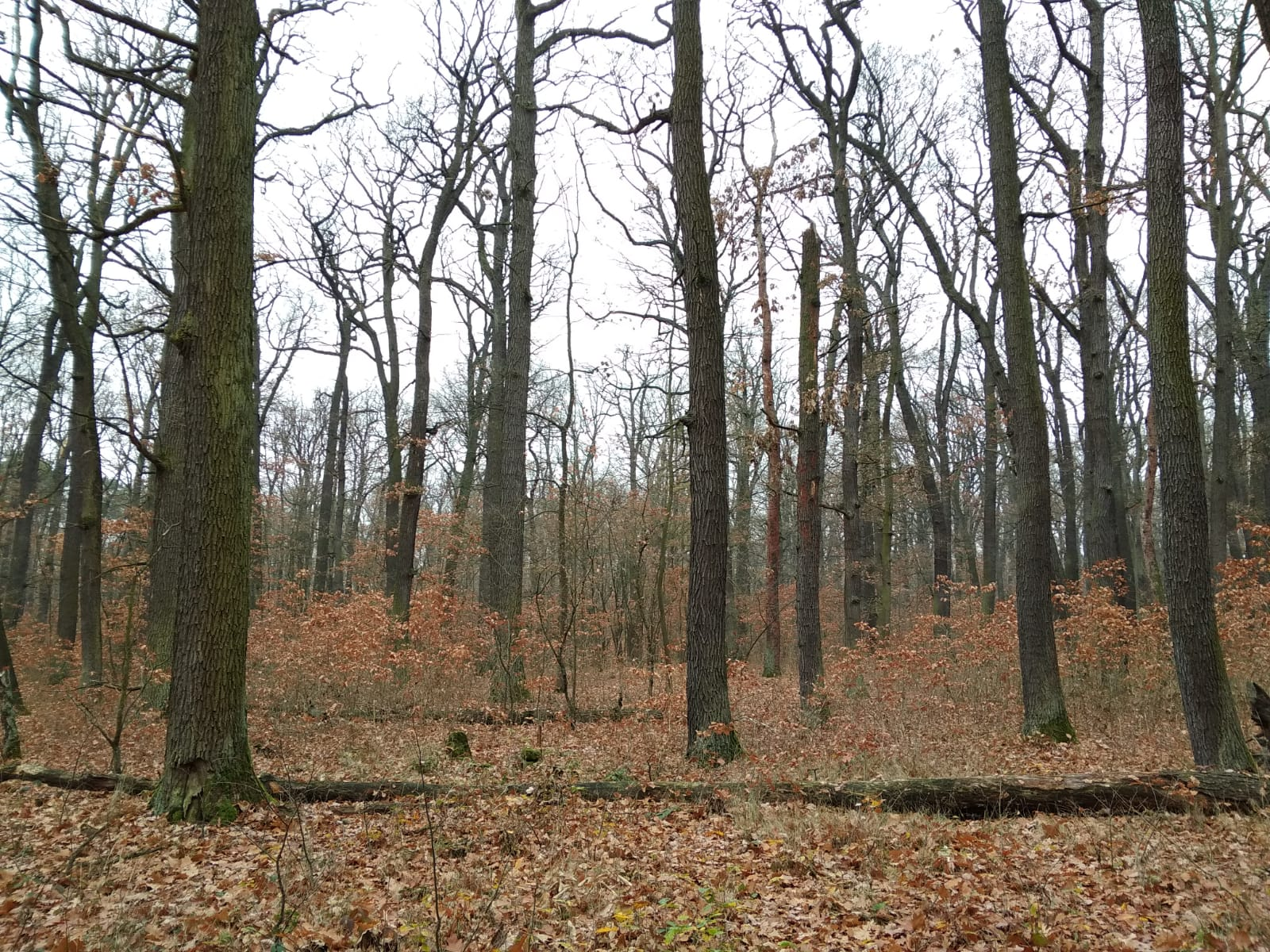
Zmlazený porost

## Ochrana
Hlavním předmětem ochrany přírodní památky Černý Orel je zachování původního biotopu listnatých lesů – dubohabřin.
Lesní komplex je zde dost fragmentovaný a to především díky výrazně dominující výsadbě borovice lesní (Pinus sylvestris) – vzhledem k tomu, že se jedná o více než 200 let starou výsadbu, borovice začíná sama odumírat stářím.
V bezprostřední blízkosti přírodní památky je objekt lesních velkoškolek, což může mít za následek to, že se umělá hnojiva či pesticidy, která mohou ze školek unikat, dostanou do prostoru přírodní památky.
Jedním z lokálních problémů je výskyt spousty rekreačních objektů a to zejména chatových osad, které se nachází podél toku Jizery. Mají vliv na přilehlé lesní pozemky i luční biotopy a to takový, že se například podél chatové oblasti v lesním porostu rozrostla zóna suchých toalet. Dále pak třeba část porostu, která je využívaná jako parkoviště, kde stromy slouží jako ohraničení parkovacích míst.
Aby byly zachovány původní porosty, je třeba tlumit introdukované dřeviny, jako jsou borovice lesní (Pinus sylvestris), smrk ztepilý (Picea abies), dub červený (Quercus rubra), trnovník akát (Robinia pseudacacia) to především v pásmu zvláště chráněného území, aby zde zůstal zachovaný původní koncept porostu.
Co se managementu týče, tak by bylo vhodné, aby bylo zachováno prosvětlené patro s dominancí dubu a vytvářet podmínky pro jeho přirozené zmlazování. Porosty nechat bez zásahu a podporovat kromě dubu letního (Quercus robur) a dubu zimního (Quercus petraea) také další dřeviny jako je například lípa srdčitá (Tilia cordata), bříza bradavičnatá (Betula pendula) a habr obecný (Carpinus betulus).
Luční porosty, na kterých se vyskytuje modrásek bahenní (Maculinea nausithous) a i přilehlé oblasti, kde se nachází ve větším počtu jeho živná rostlina – krvavec toten (Sanguisorba officinalis), jsou povoleny mozaikovité seče do poloviny června, před obdobím létání imág modráska bahenního.
Obnova porostu by měla být chráněna před zvěří.

## Turismus
Přírodní památka Černý Orel je jednou ze zastávek naučné stezky a cyklostezky Krajinou Rudolfa II., takže místo je dobře dostupné na kole či pěšky od Staré Boleslavi nebo z Nového Vestce.